# Тексома (Оклахома)
Тексома (енгл. Texhoma) град је у америчкој савезној држави Оклахома.

## Демографија
По попису из 2010. године број становника је 926, што је 9 (-1,0%) становника мање него 2000. године.
| Група             | 2000.       | 2010.       |
| Белци             | 619 (66,2%) | 512 (55,3%) |
| Афроамериканци    | 0 (0,0%)    | 4 (0,4%)    |
| Азијати           | 2 (0,2%)    | 1 (0,1%)    |
| Хиспаноамериканци | 297 (31,8%) | 400 (43,2%) |
| Укупно            | 935         | 926         |